# Mile Budak

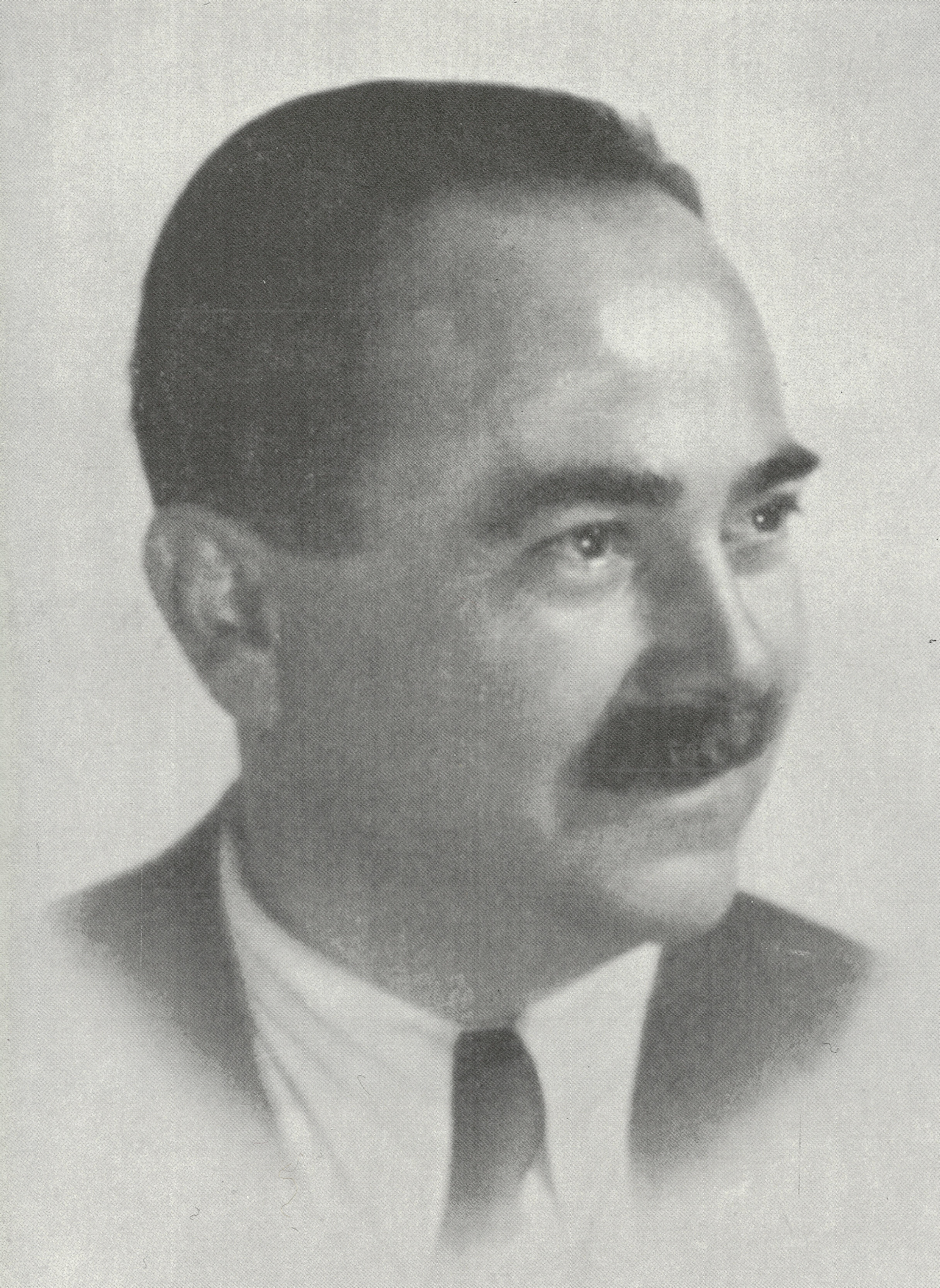
Mile Budak.

Mile Budak, född den 30 augusti 1889 i Sveti Rok, död (avrättad) den 7 juli 1945 i Zagreb, var en kroatisk advokat, författare och fascistisk politiker.
Budak var en av chefsideologerna i den kroatiska fascistiska och ultranationalistiska organisationen Ustaša och fick asyl i Italien då rörelsen förbjöds i Jugoslavien 1929. Han återvände 1938 och från 1941 innehade han flera politiska poster i den Oberoende staten Kroatien, bland annat som utbildnings- och utrikesminister och ambassadör till Nazityskland. 1945 greps han av de jugoslaviska partisanerna och avrättades för krigsförbrytelser.